# Ревда (смт)
Ревда (рос. Ревда) — смт (з 1950) в Ловозерському районі Мурманської області Росії. Є найбільшим поселенням району.

## Історія
Селище Ревда засноване в 1950 році в зв'язку з початком видобутку і переробки лопаритової руди (використовується для виробництва танталу, ніобію та ін.).
Назва селище отримало від розташованого поблизу невеликого озера. У перекладі з саамської — «яма, або місце збору оленів і лосів в період осіннього гону».
Містоутворюючим підприємством став Ловозерсбкий гірничо-збагачувальний комбінат, до складу якого входять підземні рудники Карнасурт і Умбозеро. Також в селищі знаходиться виправна колонія суворого режиму ФКУ ІК-23 УФСІН Росії (раніше — ОЮ-241/23). За 11 км від Ревди був побудований один з передавачів РСДН-20.

## Населення
| 1959  | 1970  | 1979  | 1989    | 2002    | 2009  | 2010  |
| ----- | ----- | ----- | ------- | ------- | ----- | ----- |
| 4650  | ▼4524 | ▲8663 | ▲13 820 | ▼10 368 | ▼9434 | ▼8414 |
| 2011  | 2012  | 2013  | 2014    | 2015    | 2016  | 2017  |
| ▼8401 | ▼8186 | ▼8122 | ▼7979   | ▼7908   | ▼7822 | ▲7873 |
| 2018  | 2019  |       |         |         |       |       |
| ▲8004 | ▼7923 |       |         |         |       |       |